# Andreas Dahlgren
Andreas Dahlgren, ursprungligen Anders Dahlgren, född 1758, död 1813, var en svensk organist, klockare och kompositör av folkmusik.
Dahlgren, som var son till en arbetare vid Gusums bruk, fick 1782 anställning på godset Fogelvik i Tryserums socken under greve Gustaf Horn (1743–1798). Så småningom utnämnde Horn Dahlgren till sin personliga sekreterare och bibliotekarie. Bland annat fick Dahlgren som uppgift att renskriva Horn biografi över sin farfar Arvid Horn. Dahlgren verkade även som organist vid Fogelviks slottskapell. År 1791 valdes Dahlgren som organist och klockare i Tryserums församling. Tillsammans med Horn,  komminister Johan Tockerstrand (1756–1803) och kyrkoherde Nils Atterbom (1745–1825), farbror till skalden Per Daniel Amadeus Atterbom, hade Dahlgren en stråkkvartett, den så kallade Hornska kvartetten. Mot slutet av sitt liv försämras Dahlgrens ekonomi och han sattes i personlig konkurs.
År 1812 tilldelades han Patriotiska sällskapets belöning för ”idoghet och slöjd”. Han hann dock inte motta utmärkelsen då han avled 1813.
Dahlgrens notsamling finns bevarad på Musikmuseet i Stockholm.
Flera av Dahlgrens verk finns inspelade och utgivna på skiva. År 1986 spelade Pelle Björnlert och Anders Rosén in två polonäser på albumet  Kärleksfiol. Sågskära gjorde "Cavaljer" och "Som en fru" på albumet Apelgrå (2000). Björnlert spelade in ytterligare två polskor på albumet Fors (2001). Anders Svensson spelade in två polskor för albumet Bara för ros skull (2005) och Ulrika Gunnarsson med Esbjörn Hazelius och Anders Löfberg gjorde ytterligare en inspelning 2009 på albumet Trall.